# SV Borbeck
Der SV Borbeck (offiziell: Sportvereinigung Essen-Borbeck 1893/1909 e. V.) ist ein Fußballverein aus dem Essener Stadtteil Borbeck-Mitte. Die erste Mannschaft spielte vier Jahre in der höchsten niederrheinischen Amateurliga.

## Geschichte
Der SV Borbeck entstand im Jahre 1951 durch die Fusion von TuRa 09 Borbeck und Germania Borbeck. Beide Vereine spielten zur damaligen Zeit in der Ruhrbezirksklasse. Zwei Jahre nach der Fusion gelang der Aufstieg in die Landesliga Niederrhein, seinerzeit die höchste Amateurliga. Nach zwei Jahren im Mittelfeld der Liga gelang der Mannschaft im Jahre 1956 als Dritter die Qualifikation für die neu geschaffene Verbandsliga Niederrhein. Trotz der Verstärkung durch August Gottschalk von Rot-Weiss Essen konnte die Klasse nicht gehalten werden.
Im Jahre 1959 ging es für die Borbecker zurück in die Bezirksklasse und wurde in den folgenden beiden Jahren Vizemeister hinter SuS Kray-Leithe bzw. dem TuS Essen-West. Im Jahre 1966 stiegen die Borbecker in die Kreisklasse ab. In den folgenden Jahrzehnten erreichte die Mannschaft von 1969 bis 1979 und von 1983 bis 1985 noch einmal die Bezirksklasse bzw. Bezirksliga. Nach mehreren Abstiegen spielte der SV Borbeck ab 2016 in der Kreisliga C und stieg drei Jahre später wieder in die Kreisliga B auf. Im Jahre 2023 gelang der Aufstieg in die Kreisliga A.